# AO Diomidis Argos
Der AO Diomidis Argos (griechisch Α.Ο. Διομήδης Άργους) ist ein Handballverein aus Argos (Griechenland). Die Mannschaft spielt in der höchsten Spielklasse Griechenlands, der A1 Ethniki.

## Erfolge
Die Mannschaft gewann im Jahr 2012 den EHF Challenge Cup im Finale gegen Wacker Thun. In der Saison 2013/2014 wurde der Verein zum zweiten Mal griechischer Meister.

### Platzierungen im griechischen Wettbewerb
| Spielzeit | Liga          | Platz | Anmerkung                                               |
| --------- | ------------- | ----- | ------------------------------------------------------- |
| 1996/1997 | Gamma Ethniki | 1.    | Aufstieg in Liga Beta                                   |
| 1997/1998 | Beta Ethniki  | 2.    |                                                         |
| 1998/1999 | Beta Ethniki  | 2.    |                                                         |
| 1999/2000 | Beta Ethniki  | 6.    |                                                         |
| 2000/2001 | Beta Ethniki  | 2.    |                                                         |
| 2001/2001 | Beta Ethniki  | 1.    | Aufstieg in Liga A2                                     |
| 2002/2003 | A2 Ethniki    | 3.    | Aufstieg in Liga A1                                     |
| 2003/2004 | A1 Ethniki    | 10.   |                                                         |
| 2004/2005 | A1 Ethniki    | 5.    |                                                         |
| 2005/2006 | A1 Ethniki    | 9.    | EHF Challenge Cup: 3. Runde                             |
| 2006/2007 | A1 Ethniki    | 7.    |                                                         |
| 2007/2008 | A1 Ethniki    | 6.    |                                                         |
| 2008/2009 | A1 Ethniki    | 3.    |                                                         |
| 2009/2010 | A1 Ethniki    | 8.    | EHF-Pokal: 1. Runde                                     |
| 2010/2011 | A1 Ethniki    | 4.    |                                                         |
| 2011/2012 | A1 Ethniki    | 1.    | EHF Challenge Cup: Sieger                               |
| 2012/2013 | A1 Ethniki    | 2.    | EHF Europa Pokal: 3. Runde                              |
| 2013/2014 | A1 Ethniki    | 1.    | Finalist griechischer Pokal, EHF Europa Pokal: 2. Runde |

## Bekannte Spieler
Zu den bei Diomidis spielenden Handballern gehören bzw. gehörten Charalampos Mallios und Nikolaos Samaras.